# Morpho menelaus
Morpho menelaus är en fjärilsart som beskrevs av Carl von Linné 1758. Morpho menelaus ingår i släktet Morpho och familjen praktfjärilar. Inga underarter finns listade i Catalogue of Life.

## Bildgalleri

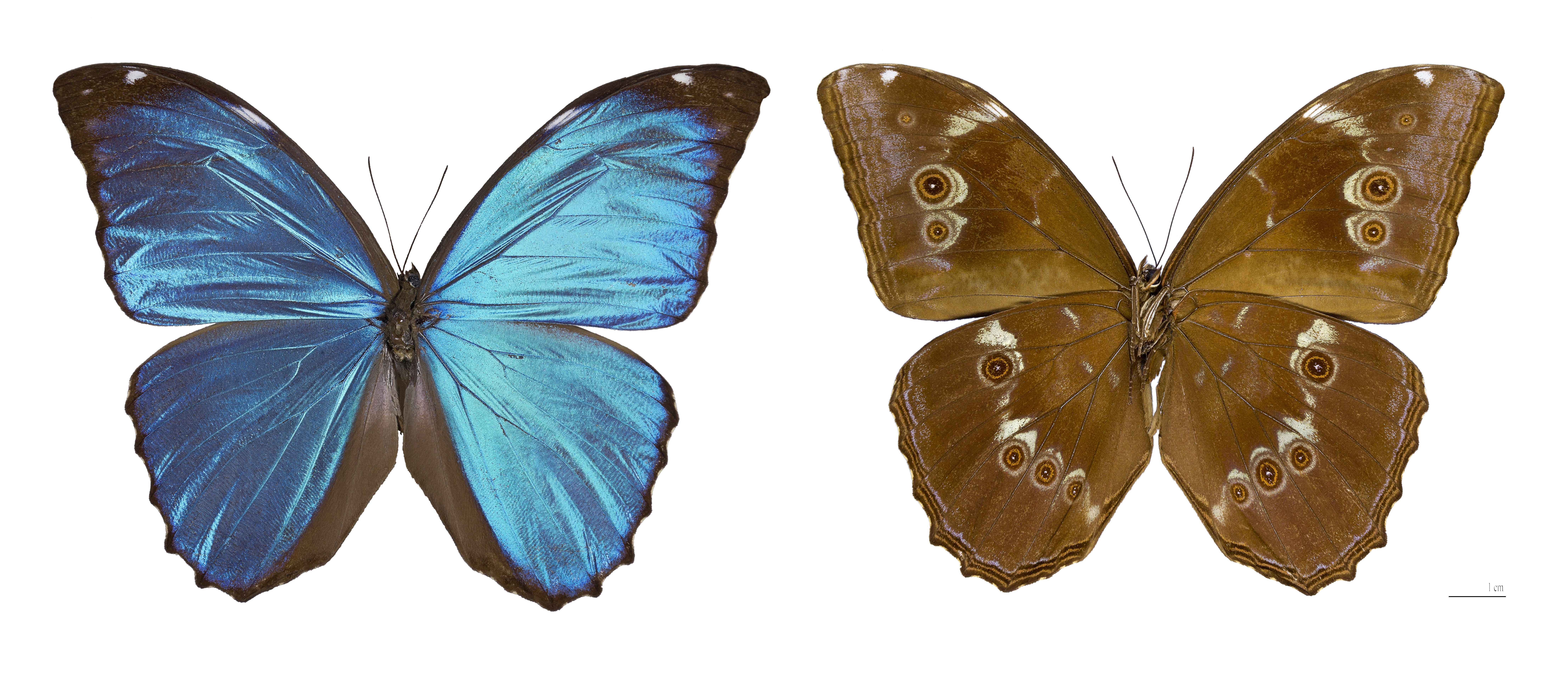
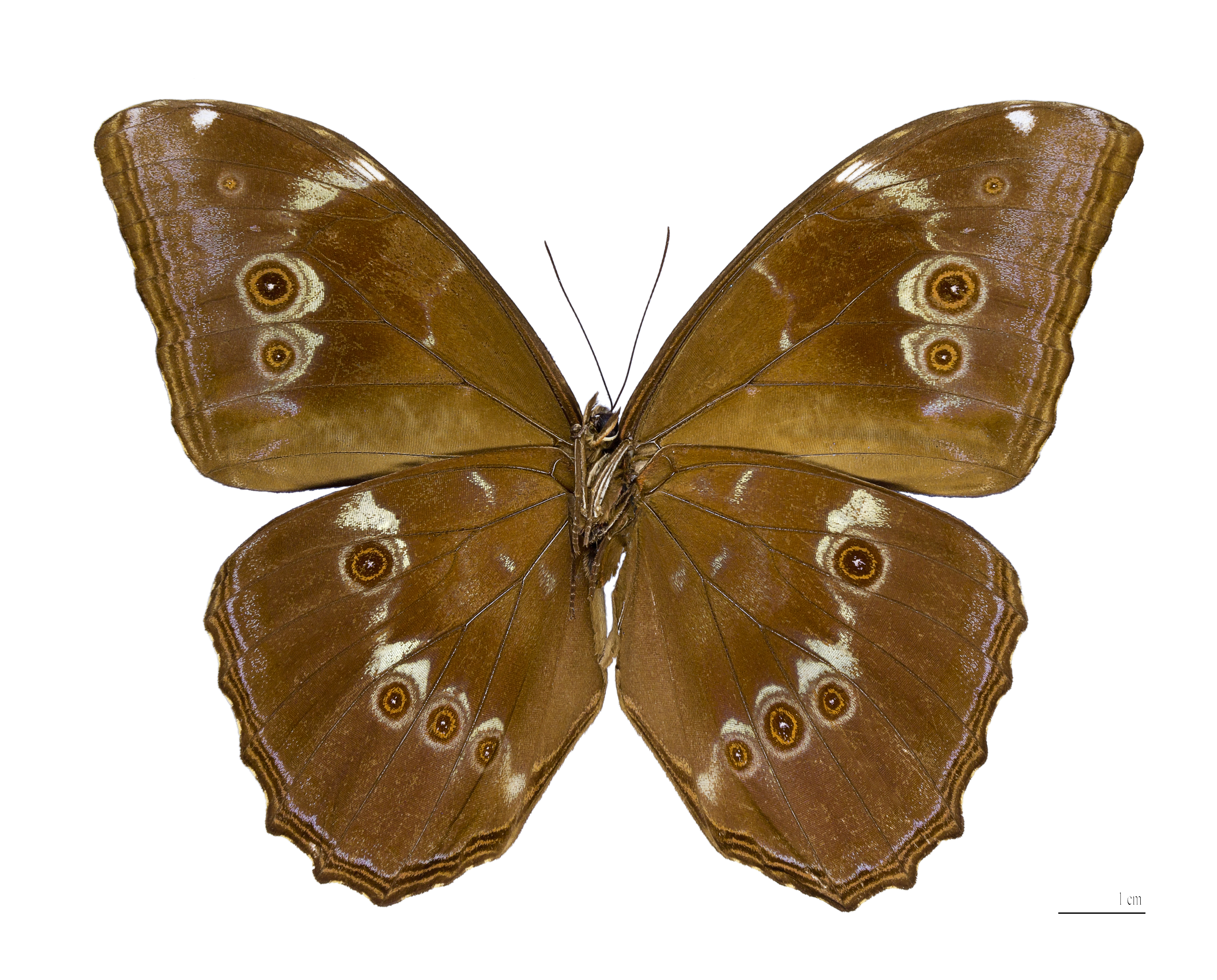
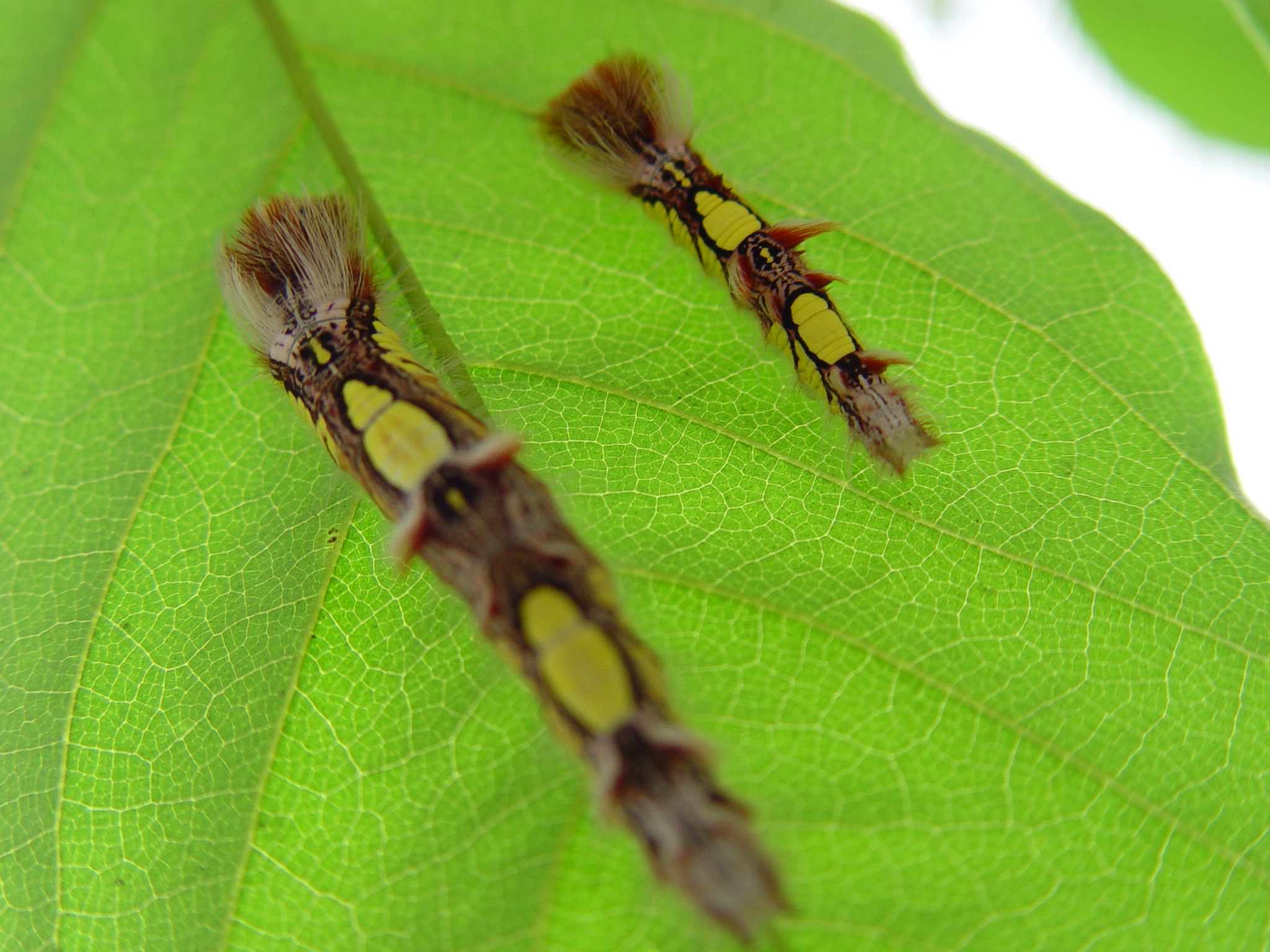
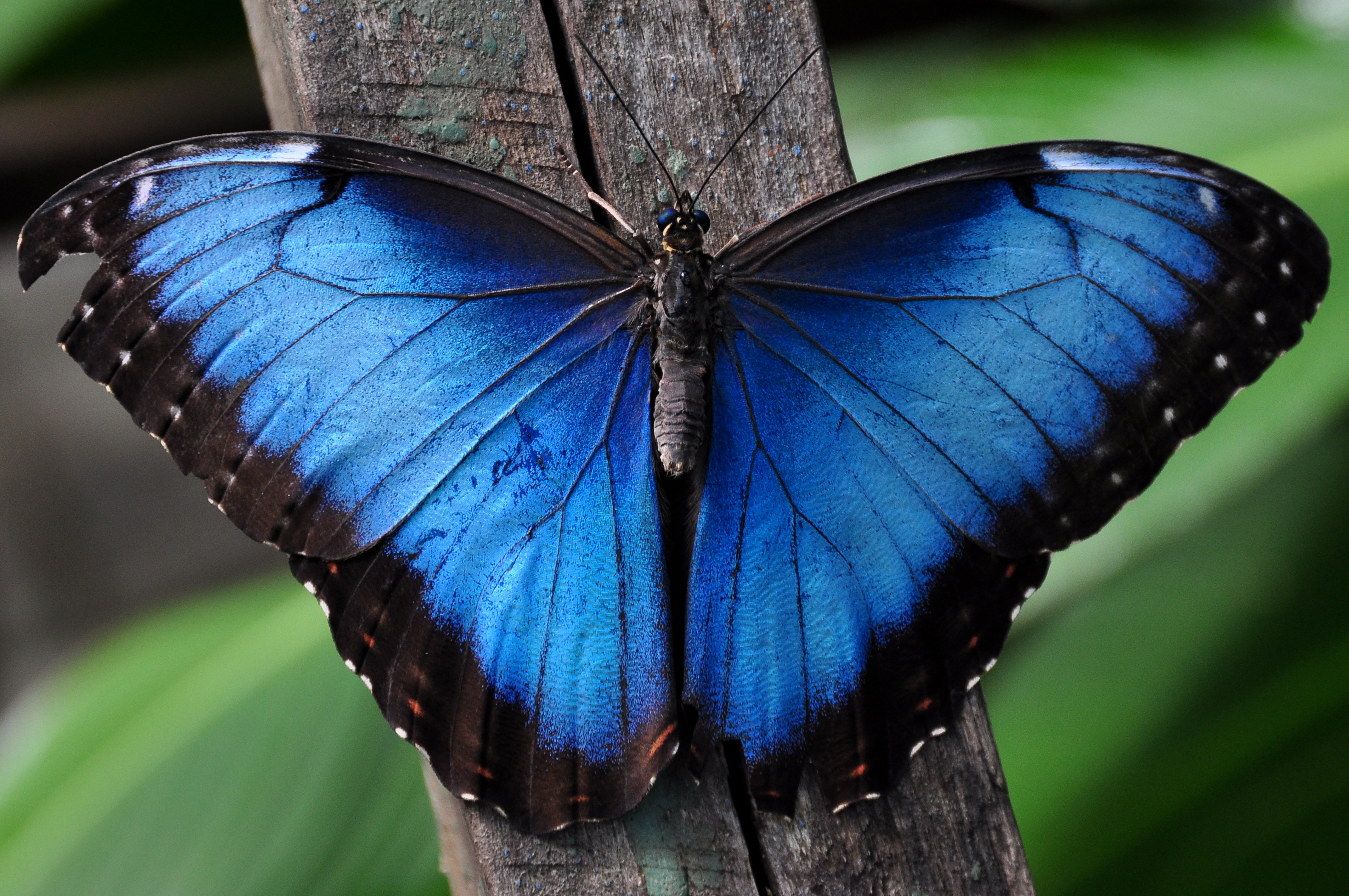
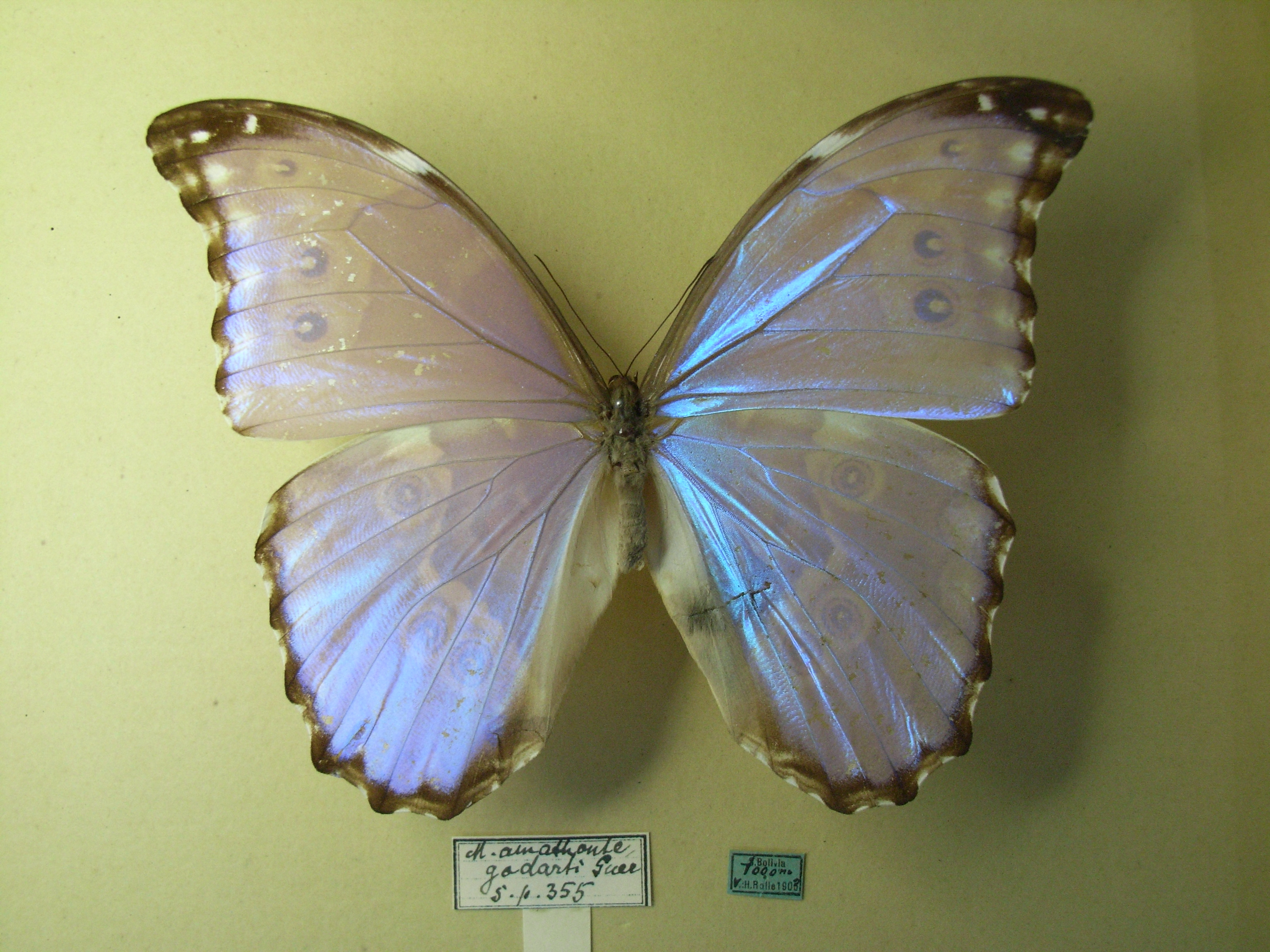